# Matteo Messina Denaro
Matteo Messina Denaro, noto anche con i soprannomi u Siccu e Diabolik (Castelvetrano, 26 aprile 1962 – L'Aquila, 25 settembre 2023), è stato un mafioso italiano, legato a Cosa nostra.
Capo indiscusso del mandamento di Castelvetrano e della mafia nel Trapanese, era considerato uno dei boss più importanti di tutta Cosa nostra, avendo esercitato le proprie attività criminali anche oltre i propri confini territoriali, come nell'Agrigentino e, addirittura, nel Palermitano. Uomo chiave del biennio stragista 1992-1993, era ritenuto vicinissimo a Totò Riina e, quindi, conoscitore di oscuri ed importanti pezzi della trattativa Stato-mafia.
Nel 1993 era stato inserito nella lista dei dieci latitanti più ricercati al mondo, rimanendo tale per quasi 30 anni fino al giorno del suo arresto, avvenuto il 16 gennaio 2023 nei pressi di una clinica privata di Palermo. Il 25 settembre, otto mesi dopo la cattura, malato di cancro, muore a L'Aquila, dov'era stato trasferito dopo essere stato arrestato.

## Biografia

### Le origini
Matteo Messina Denaro era il quarto di sei figli di Francesco Messina Denaro e di Lorenza Santangelo (1936 - Castelvetrano, 5 settembre 2024), fratello di Salvatore, Rosalia, Anna Patrizia, Bice Maria e Giovanna Messina Denaro e zio di Francesco e Lorenza Guttadauro. Dopo le scuole medie, s'iscrisse all’Istituto tecnico commerciale, ma si fermò al terzo anno; tentò di riprendere gli studi in un secondo tempo, ma viste le notevoli disponibilità economiche del padre smise di proseguirli e la sua carriera scolastica finì nel dicembre del 1982. Possedeva quindi solamente, come titolo di studio, il diploma di terza media, ma parecchi anni più tardi ammise, in uno dei pizzini spediti all'ex sindaco di Castelvetrano Antonio Vaccarino, che l’errore più grande della sua vita era stato quello di smettere di studiare e che, potendo tornare indietro, avrebbe voluto conseguire una laurea.
In quel periodo, per colpa della miopia, assunse un leggero strabismo e così, per nascondere l’imperfezione, iniziò ad indossare dei Ray-Ban scuri.
Messina Denaro svolgeva l'attività di fattore presso le tenute agricole della famiglia D'Alì Staiti, già proprietari della Banca Sicula di Trapani, all'epoca il più importante istituto bancario privato siciliano, e delle saline di Trapani. Il suo padrino di cresima fu Antonino Marotta, "uomo d'onore" ed ex affiliato alla banda di Salvatore Giuliano, coinvolto anche nella misteriosa morte del bandito avvenuta nel 1950.
Dalla relazione con Franca Alagna nel dicembre del 1996 nacque Lorenza che da piccola visse in casa della madre del boss Lorenza Santangelo scegliendo poi di prendere il cognome della madre visto che non conobbe mai  il padre. Tra le altre relazioni avute dal boss ci fu quella con Maria Mesi, allacciata durante la latitanza e interrotta quando si rese conto che magistrati e forze dell'ordine erano sulle sue tracce; la Mesi venne anche arrestata per favoreggiamento nel 2000 e nel corso dell'operazione furono anche scoperti due covi dove si sarebbe nascosto Messina Denaro vicino a Bagheria e Brancaccio, quest'ultimo messo a disposizione dai fratelli Filippo e Giuseppe Graviano. La polizia trovò anche alcune lettere d'amore che la Mesi aveva scambiato con il latitante: per queste ragioni l'anno successivo venne condannata a tre anni di carcere insieme al fratello Francesco. Inoltre nel luglio 2006 gli inquirenti trovarono altre lettere d'amore di Maria Mesi a casa di Filippo Guttadauro, che aveva incarico di consegnarle al cognato Messina Denaro.

### L'ascesa mafiosa

Messina Denaro nel 1993

Messina Denaro cominciò a delinquere da giovanissimo e nel 1989 venne denunciato per associazione mafiosa per l'omicidio di quattro uomini strangolati e poi sciolti nell'acido, anche per il fatto che era ritenuto coinvolto nella sanguinosa faida tra i clan Accardo e Ingoglia di Partanna.
Il 21 febbraio del 1991 decise di eliminare Nicola Consales, dipendente di un albergo di Selinunte, che si era lamentato con la segretaria austriaca, di cui si era infatuato (e che era anche l'amante di Messina Denaro), di «quei mafiosetti sempre tra i piedi» e che aveva incautamente diffuso la voce secondo la quale li avrebbe tenuti lontani una volta che sarebbe diventato direttore.
Matteo Messina Denaro ricoprì di fatto il ruolo di capo della cosca di Castelvetrano e del relativo mandamento, alleato dei Corleonesi già dalla guerra di mafia dei primi anni '80. Con il padre praticamente estromesso da una salute cagionevole, toccò infatti a Matteo prendere le redini della cosca. Negli anni successivi il collaboratore di giustizia Baldassare Di Maggio (il primo a parlare del suo ruolo all'interno di Cosa Nostra) dichiarerà che si trattava di «un giovane rampante, anche se non è già capo, e suo padre gli ha dato un'ampia delega di rappresentanza del mandamento» (il padre era infatti latitante dal 1990).
Nel primi mesi del 1992 Messina Denaro fece parte di un gruppo di fuoco, composto da mafiosi di Brancaccio e della provincia di Trapani che venne inviato a Roma per compiere appostamenti nei confronti del presentatore televisivo Maurizio Costanzo e per uccidere Giovanni Falcone e il ministro Claudio Martelli, facendo uso di kalashnikov, fucili e revolver, procurati da Messina Denaro stesso; qualche tempo dopo, però, il boss Salvatore Riina fece ritornare il gruppo di fuoco, perché voleva che l'attentato a Falcone fosse eseguito diversamente. Su ordine di Riina, Messina Denaro partecipò alla faida mafiosa di Alcamo, conclusasi con un centinaio di uccisioni e "lupare bianche" contro il clan stiddaro dei Greco, e nel luglio del 1992 fu tra gli esecutori materiali dell'omicidio di Vincenzo Milazzo (capo della cosca di Alcamo), che aveva cominciato a mostrarsi insofferente all'autorità di Riina; pochi giorni dopo, Messina Denaro strangolò barbaramente anche la compagna di Milazzo, Antonella Bonomo, che era incinta di tre mesi: i due cadaveri furono poi seppelliti nelle campagne di Castellammare del Golfo. Il 14 settembre dello stesso anno Messina Denaro, insieme a Leoluca Bagarella e Giuseppe Graviano, fece anche parte del gruppo di fuoco che compì il fallito attentato al vicequestore Rino Germanà, a Mazara del Vallo.
Il 28 novembre 2013 il collaboratore di giustizia Nino Giuffrè riferirà che l'archivio di Totò Riina, che fu trafugato dal covo del boss nel gennaio del 1993 dopo il suo arresto, sarebbe finito in parte nelle mani di Matteo Messina Denaro, vero e proprio pupillo del boss corleonese.
In un'intervista alla giornalista Raffaella Fanelli del 19 settembre 2015, il pentito Gioacchino La Barbera racconterà
di aver consegnato personalmente a Messina Denaro una Volkswagen Golf abitualmente utilizzata da Riina con all'interno un carteggio segreto prelevato dalla cassaforte del boss.
Dopo l'arresto di Riina, Messina Denaro fu favorevole alla continuazione della strategia degli attentati dinamitardi, insieme ai boss Leoluca Bagarella, Giovanni Brusca e ai fratelli Graviano; Messina Denaro mise infatti a disposizione un suo uomo, Antonio Scarano (spacciatore di droga di origini calabresi residente a Roma), per fornire supporto logistico al gruppo di fuoco palermitano che compì gli attentati dinamitardi a Firenze, Milano e Roma, che provocarono in tutto dieci morti e 106 feriti, oltre a danni al patrimonio artistico. Secondo il pentito Giovanni Brusca fu Messina Denaro a scegliere gli obiettivi degli Uffizi e San Giovanni in Laterano per la sua competenza nel campo delle opere d'arte.
Nell'estate del 1993, mentre avvenivano gli attentati dinamitardi, Messina Denaro andò in vacanza a Forte dei Marmi insieme ai fratelli Graviano e le rispettive compagne; da allora si rese irreperibile, dando così inizio alla sua lunga latitanza, perché nei suoi confronti venne emesso un mandato di cattura per un quadruplice omicidio commesso nel 1989, sulla base delle accuse del collaboratore di giustizia Baldassare Di Maggio. Fu però con l'operazione Petrov del marzo 1994, scaturita dalle dichiarazioni del collaboratore di giustizia Pietro Scavuzzo, che emerse il suo ruolo all'interno di Cosa nostra trapanese e, ancora di più, con l'operazione "Omega", portata a termine dai Carabinieri nel gennaio 1996 con ottanta ordinanze di custodia cautelare sulla base delle accuse dei collaboratori di giustizia Antonio Patti, Salvatore Giacalone, Vincenzo Sinacori e Giuseppe Ferro, i quali ricostruirono più di vent'anni di omicidi avvenuti nel trapanese: nel 2000, alla conclusione del maxi-processo "Omega" che scaturì dall'operazione e che si svolse presso l'aula-bunker del carcere di Trapani, Messina Denaro venne condannato in contumacia alla pena dell'ergastolo.
Nel novembre del 1993 Messina Denaro fu tra gli organizzatori del sequestro del piccolo Giuseppe Di Matteo per costringere il padre Santino a ritrattare le sue rivelazioni sulla strage di Capaci; infine, dopo 779 giorni di prigionia, il piccolo Di Matteo venne brutalmente strangolato e il cadavere sciolto nell'acido. Nel 1994 Messina Denaro organizzò un attentato dinamitardo contro il pentito Totuccio Contorno, insieme a Giovanni Brusca; tuttavia, l'esplosivo, collocato in una cunetta ai lati di una strada nei pressi di Formello, dove Contorno passava abitualmente, venne scoperto dai Carabinieri, avvertiti dalla telefonata di un cittadino, insospettito da alcuni movimenti strani.
Per rispondere al regime di 41-bis cui erano sottoposti diversi boss mafiosi, Messina Denaro organizzò l'omicidio dell'agente penitenziario Giuseppe Montalto, che si era rifiutato di fare favori all'interno del carcere. L'agente venne freddato il 23 dicembre 1995 davanti casa dei suoceri a Palma (frazione di Trapani) mentre era in auto con la moglie, che teneva in braccio la figlia di appena 10 mesi ed era incinta della seconda.
Grazie anche alle rivelazioni di Giovanni Brusca, Messina Denaro finì sotto processo perché sospettato di essere uno dei mandanti delle bombe di Roma, Firenze e Milano. Il 6 giugno 1998, a cinque anni dall'inizio della latitanza, venne condannato all'ergastolo insieme a tutto il gotha di Cosa nostra; gli ergastoli verranno poi confermati dalla Corte d'Assise di Appello di Firenze il 13 febbraio 2001 e dalla Cassazione il 6 maggio 2002.
Il 30 novembre 1998, dopo la morte del padre Francesco (stroncato da un infarto durante la latitanza), Messina Denaro divenne capomandamento di Castelvetrano e anche rappresentante della provincia di Trapani per Cosa nostra.

### Le indagini sulla latitanza

#### Permanenza a Bagheria
Il collaboratore di giustizia Vincenzo Sinacori ha dichiarato che nel 1994 Messina Denaro si recò nella clinica oculistica Barraquer di Barcellona, in Spagna, per curare una forte miopia che lo aveva condotto a una forma di strabismo. Successivamente la trasmissione Chi l'ha visto? appurerà che alla reception della clinica il padrino mostrò un documento falso che riportava luogo e data di nascita veri ma un nome monco ovvero solo Matteo Messina.
Secondo gli inquirenti, tra il 1994 e il 1996 Messina Denaro trascorse la sua latitanza tra Aspra e Bagheria, ospitato dalla sua compagna Maria Mesi, con cui andò in vacanza in Grecia sotto il falso nome di "Matteo Cracolici". Paola e Francesco Mesi, sorella e fratello di Maria, erano stati assunti nella clinica di Bagheria dell'ingegnere Michele Aiello (ritenuto un prestanome del boss Bernardo Provenzano): in particolare Paola Mesi era segretaria personale di Aiello e amministratrice unica della Selda s.r.l., società riferibile ad Aiello stesso; inoltre Messina Denaro era cognato di Filippo Guttadauro (fratello del medico Giuseppe, capomandamento di Brancaccio-Ciaculli), che ne aveva sposato la sorella Rosalia.

#### La pista Vaccarino
Nel 2004 il SISDE tentò di individuare Messina Denaro attraverso Antonino Vaccarino (ex sindaco di Castelvetrano condannato a sei anni per traffico di droga ma assolto dall'accusa di associazione mafiosa), sfruttando le numerose conoscenze che Vaccarino aveva negli ambienti vicini a Cosa nostra; infatti, l'ex sindaco, per conto dei servizi, riuscì a stabilire un contatto con Messina Denaro, proponendogli numerosi investimenti negli appalti pubblici per attirarlo in trappola: le comunicazioni con il latitante avvenivano attraverso pizzini in cui Messina Denaro usava lo pseudonimo di "Alessio", mentre Vaccarino quello di "Svetonio"; l'ex sindaco riuscì anche a prendere contatti con il boss Bernardo Provenzano attraverso il nipote Carmelo Gariffo.
L'11 aprile 2006, nel casolare di Corleone dove venne arrestato Provenzano, gli inquirenti trovarono numerosi pizzini mandati da "Alessio", nei quali si parlava degli investimenti proposti dall’ex sindaco Antonio Vaccarino, che stava collaborando con il SISDE per la cattura del boss, ma anche di altri affari in attività lecite, come l'apertura di una catena di supermercati nella provincia di Agrigento e la ricerca di qualche prestanome per poter aprire un distributore di carburante nella zona di Santa Ninfa, in provincia di Trapani. In seguito all'arresto di Provenzano, Messina Denaro interruppe la corrispondenza con Vaccarino, inviandogli un ultimo pizzino in cui gli raccomandava "di condurre una vita trasparente in modo da non essere coinvolto nelle indagini". Ma la diffusione della collaborazione del Vaccarino da parte del quotidiano la Repubblica fece saltare l’operazione del SISDE e la probabile cattura di Messina Denaro. Alcuni mesi dopo, il 15 novembre, Vaccarino ricevette una normale lettera da Messina Denaro: "Ha buttato la sua famiglia nell'inferno, la sua illustre persona fa già parte del mio testamento. In mia mancanza qualcuno verrà a riscuotere il credito che ho nei suoi confronti". Nonostante questa minaccia Vaccarino non subirà ritorsioni e anzi continuerà a vivere a Castelvetrano gestendo il cinema del paese.

#### Arresti di fiancheggiatori e presunti avvistamenti
Dopo l'arresto di Salvatore Lo Piccolo, avvenuto nel novembre 2007, venne ipotizzato che Messina Denaro fosse diventato ancora più influente, anche se gli inquirenti ritennero che il boss fosse troppo giovane per essere uno dei capi dell'organizzazione mafiosa. Nel giugno 2009 gli agenti del Servizio centrale operativo e delle squadre mobili delle questure di Trapani e Palermo condussero l'operazione denominata "Golem", che portò all'arresto di tredici persone tra mafiosi e imprenditori trapanesi, accusati di favorire la latitanza di Messina Denaro fornendogli documenti falsi, ma anche di gestire estorsioni e traffico di stupefacenti per conto del latitante. Successivamente, nel marzo 2010 la DDA di Palermo coordinò l'indagine "Golem 2", condotta sempre dagli agenti del Servizio centrale operativo e delle squadre mobili di Trapani e Palermo, che portò all'arresto di altre diciannove persone a Castelvetrano, accusate di aver compiuto estorsioni e incendi dolosi per conto di Messina Denaro ai danni di imprenditori e politici locali; tra gli arrestati, figurarono anche il fratello del latitante, Salvatore Messina Denaro, e i suoi cugini Giovanni e Matteo Filardo, nonché l'ottantenne Antonino Marotta, definito "il decano della mafia trapanese" perché ex appartenente alla banda di Salvatore Giuliano.
Il 27 luglio 2010, il collaboratore di giustizia Manuel Pasta dichiarò che Messina Denaro, nonostante le estenuanti ricerche e gli arresti di appartenenti alla sua cerchia, avrebbe assistito con alcuni mafiosi palermitani alla partita di calcio Palermo-Sampdoria allo stadio Renzo Barbera il 9 maggio 2010. La partecipazione alla partita sarebbe stata solo una parte dell'incontro tra il latitante e altri capi della provincia atto a discutere l'organizzazione di nuovi attentati dinamitardi contro il palazzo di giustizia e la squadra mobile di Palermo, in risposta ai numerosi arresti contro esponenti mafiosi. Inoltre, sempre nel 2010 Messina Denaro venne inserito dalla rivista Forbes nell'elenco dei dieci latitanti più pericolosi del mondo.
Nel 2011, Michele Aiello venne condannato in via definitiva insieme all'ex Presidente della Regione Siciliana Salvatore Cuffaro per aver veicolato a Giuseppe Guttadauro le informazioni fornite da due "talpe" in servizio alla DDA di Palermo (Giorgio Riolo dei ROS dei Carabinieri e Giuseppe Ciuro della Guardia di Finanza) sulle indagini in corso finalizzate alla cattura di Provenzano e Messina Denaro.
Nel 2013 Lorenzo Cimarosa, il marito di una cugina di primo grado di Messina Denaro, dopo aver già scontato sei anni per favoreggiamento, finì di nuovo in carcere al termine di un blitz che portò all'arresto anche della sorella del boss, Patrizia. Cimarosa decise di collaborare e le sue dichiarazioni, che confermarono diverse ipotesi investigative, furono determinanti per gli esiti processuali. L'uomo morì di tumore nel 2017 dopo aver ottenuto gli arresti domiciliari l'anno precedente e cinque mesi dopo la morte qualcuno strappò la sua foto dalla lapide. Cimarosa nelle sue dichiarazioni parlò del ruolo di Leonardo Bonafede (boss di Campobello di Mazara) nella latitanza del boss, affermando che Messina Denaro « se avesse dovuto scegliere una sola persona di cui fidarsi nella provincia di Trapani avrebbe sicuramente scelto Nardo Bonafede, si fida solo di lui, non avrebbe mai preso decisioni sfavorevoli ai Bonafede e loro lo sapevano, con Leonardo erano un'unica cosa». Nel 2023 si scoprirà che aveva affidato la cura della sua latitanza proprio al nucleo familiare dei Bonafede.
Nel maggio del 2013 il maresciallo capo dei Carabinieri Saverio Masi presentò una denuncia alla procura di Palermo contro i suoi superiori, asserendo che nel 2004, quando prestava servizio al Nucleo Investigativo del Comando Provinciale Carabinieri di Palermo, individuò per la strada il superboss latitante Messina Denaro, a bordo di una utilitaria, seguendolo fino all'ingresso di una villa. Ma una volta denunciato il fatto ai superiori, questi gli avrebbero intimato di non proseguire nelle indagini, "frapponendo continui ostacoli nel corso di indagini mirate alla cattura di super latitanti". Per tali accuse Masi venne denunciato per calunnia dai suoi superiori. Nel 2017, accogliendo solo in parte la richiesta della Procura di Palermo - che aveva avanzato istanza di archiviazione sia delle accuse di Masi (per mancanza di riscontri), sia di Masi stesso per l'ipotesi di calunnia (per mancanza dell'elemento psicologico) - il Giudice per le Indagini Preliminari di Palermo archiviò la posizione dei superiori accusati dal Masi e dispose invece  la sua imputazione coatta per il reato di calunnia. Denunciato dai superiori anche per diffamazione in merito alla propagazione sui media delle stesse accuse, nel 2019 il maresciallo Masi venne assolto in primo grado dal Tribunale di Roma, nel 2021 dalla quinta sezione penale del Tribunale di Palermo, e nel 2022 a Bari.
Nel marzo del 2014 il nome di Messina Denaro tornò sulle pagine dei giornali poiché secondo il Servizio Centrale Operativo (SCO) della polizia aveva organizzato un attentato ai danni dell'ex PM della Direzione distrettuale antimafia (DDA) di Palermo, ora al Dipartimento dell'amministrazione penitenziaria (DAP), Roberto Piscitello, colpevole di aver contribuito a inasprire il regime di 41bis. L'attentato saltò poiché furono potenziate le misure di sicurezza.
Nel 2015 l'emittente Radio Onda Blu avrebbe fornito le immagini satellitari della sua presunta abitazione a Baden-Baden, in Germania, e della sua auto. Tuttavia, su questo fatto non si sono avute conferme né smentite dagli inquirenti. Salvatore Rinzivillo, arrestato in un'operazione coordinata dalle procure antimafia di Roma e Caltanissetta, era stato pedinato e si è visto che si recava a Castelvetrano, dove incontrò un uomo che non venne identificato, ma che rispose alla descrizione di Messina Denaro. Non fu possibile comunque risalire all'identità di questa persona. Tuttavia, l'indagine portò un risultato positivo, perché condusse all'arresto dell'agente dell'Aisi Marco Lazzari, che stava proteggendo la latitanza di Messina Denaro.
Il 13 marzo 2018 venne annunciato l'arresto, da parte di Carabinieri e DIA, di dodici soggetti ritenuti esponenti di Cosa nostra, che avrebbero provveduto al mantenimento di Matteo Messina Denaro.
Il 29 ottobre 2018 la polizia arrestò Leo Sutera, amico di Matteo Messina Denaro e considerato il capo della mafia di Agrigento.
Leo Sutera era già stato arrestato nel 2012, ma l'arresto aveva suscitato forti polemiche, perché si riteneva che, continuando a sorvegliarlo, come si stava già facendo da due anni, Sutera avrebbe condotto le forze dell'ordine allo stesso Messina Denaro, con il quale aveva affermato di essersi incontrato poco prima. All'epoca, i Carabinieri volevano continuare a sorvegliare Sutera, mentre la polizia guidata dal procuratore capo di Palermo Francesco Messineo decise di arrestarlo. Il 18 luglio 2019 Sutera fu condannato in appello a diciotto anni di carcere, insieme ai fiancheggiatori Maria Salvato e Vito Vaccaro.
Un pentito affermò che il super-latitante si sarebbe sottoposto a un intervento di chirurgia plastica al volto, per non essere riconoscibile. L'intervento sarebbe avvenuto in Piemonte o in Valle D'Aosta. Un informatore invece affermò, al contrario, che Matteo Messina Denaro si sarebbe fatto la plastica in Bulgaria, sia al volto sia ai polpastrelli, per non essere riconoscibile. Inoltre, sostenne che il latitante avrebbe avuto problemi di salute, essendo quasi cieco e in dialisi. Il testimone raccontò che Messina Denaro si sarebbe recato più volte a Pisa e a Lamezia Terme, e che sarebbe stato protetto dalla 'ndrangheta. Sul suo racconto indagò la procura distrettuale antimafia di Firenze.
La sua latitanza era finanziata anche con il gioco d'azzardo, praticato in Sicilia e a Malta, dove l'imprenditore Carlo Cattaneo si era recato più volte.
Messina Denaro avrebbe legami anche con il Venezuela, dove alcune persone legate al latitante avrebbero gestito i suoi interessi.
Il 16 aprile 2019, nell'ambito delle indagini sulla latitanza di Messina Denaro, vennero arrestati due carabinieri con l'accusa di favoreggiamento alla mafia e, inoltre, venne arrestato Antonino Vaccarino, l'ex sindaco di Castelvetrano che inviava pizzini a Messina Denaro.
A marzo del 2019 venne scoperta una loggia massonica a Castelvetrano, paese natale del boss e di riferimento del clan mafioso, operazione alla quale seguì a novembre un blitz antidroga a Palermo, nel quale venne arrestato Antonio Messina, ex avvocato radiato dall'albo e massone trapanese di lungo corso, che teneva i contatti con la criminalità siciliana radicata nel milanese nell'ambito di un traffico di hashish organizzato fra la Spagna, Milano e la Sicilia.
Nel dicembre del 2019 venne rivelato che nel 2015, quando a capo del pool che indagava su Messina Denaro vi era il magistrato Teresa Principato, dal suo ufficio erano scomparsi un computer portatile da dieci pollici e due pendrive, con informazioni riguardanti le indagini e coperte da segreto istruttorio.
Le indagini hanno portato anche a Milano, dove alcuni uomini legati alla 'ndrangheta e al narcotraffico potrebbero costituire la sua rete di protezione che gli permette di essere latitante.
A febbraio 2020, dopo la cattura del boss Salvatore Nicitra, uno dei capi della banda della Magliana, le indagini  portarono anche a Roma, perché Nicitra aveva forti legami con Cosa nostra di Agrigento, che si riteneva finanziasse la latitanza di Messina Denaro. Nicitra era attivo nel settore del gioco d'azzardo e delle slot-machines, e aveva legami con dei boss albanesi.
Tra il 15 e il 20 giugno 2020 vennero arrestati numerosi fiancheggiatori di Messina Denaro, dapprima Francesco Domingo ritenuto boss di Castellammare del Golfo e al vertice tra le articolazioni mafiose trapanesi e di collegamento con Cosa nostra americana. Insieme a lui furono denunciate undici persone e viene indagato pure il sindaco della città, Nicola Rizzo. Infine, fu perquisita la residenza anagrafica del boss latitante a Castelvetrano e vennero indagate a vario titolo quindici persone tra la Sicilia e Caserta, mentre tra gli arrestati figurarono Giuseppe Calcagno, che svolgeva il compito di "postino" nella consegna degli ordini tramite pizzini, e Marco Manzo, che rappresentava Matteo Messina Denaro nelle varie riunioni dell'organizzazione criminale.
Il 21 ottobre 2020 venne condannato all'ergastolo dalla corte d'assise di Caltanissetta per essere stato uno dei mandanti delle stragi di Capaci e via D'Amelio.
La sera del 13 settembre 2021, dopo un'indagine della procura di Trento, un uomo scambiato per Denaro fu erroneamente arrestato in un ristorante a L'Aia. Si trattava in realtà di un turista originario di Liverpool e residente in Spagna, che si trovava nei Paesi Bassi per assistere al Gran Premio d'Olanda di Formula 1. L'uomo venne rilasciato nei giorni successivi dopo essere stato sottoposto a un test del DNA dal risultato negativo.
Una rivelazione sulle patologie accusate dal superlatitante giunse nel novembre 2022 da Salvatore Baiardo, imprenditore di origini siciliane che all'inizio degli anni '90 gestì la latitanza dei fratelli Graviano in Piemonte: nel corso di un'intervista concessa al conduttore televisivo Massimo Giletti su La7, Baiardo rivelò che Messina Denaro era gravemente malato e che proprio per questo meditava di costituirsi nell'ambito di una nuova "trattativa Stato-mafia" mirata all'abolizione silente del 41-bis e dell'ergastolo ostativo. Questo non implicava un complotto statale, assai più probabile che Baiardo avesse sentito voci, nel proprio giro criminale, della malattia grave di Matteo Messina Denaro e avesse fatto un'ipotesi molto semplice: un latitante estremamente malato ha ancora più difficoltà a vivere in latitanza e, sapendo questa cosa, decide di farsi catturare per contrattare qualche cosa. Baiardo non fornì nessuna informazione sensibile di cui gli inquirenti non fossero già a conoscenza da tempo.

### L'arresto
La mattina del 16 gennaio 2023, dopo quasi trent'anni di latitanza, Matteo Messina Denaro venne arrestato dai Carabinieri del ROS con la collaborazione del GIS, in Via Domenico Lo Faso, un vicolo nei pressi della clinica privata La Maddalena a Palermo, nel quartiere San Lorenzo. Il boss si stava recando nella struttura sanitaria per effettuare, sotto il falso nome di Andrea Bonafede, una seduta di chemioterapia per curare il tumore del colon da cui era affetto. Messina Denaro al momento dell'arresto non oppose resistenza e confermò la sua identità. In manette finì anche l'autista, Giovanni Luppino, con l'accusa di favoreggiamento.
Subito dopo l'arresto, Messina Denaro venne trasferito con un volo militare all'aeroporto di Pescara e, da lì, nella casa circondariale dell'Aquila, venendo sottoposto al regime carcerario previsto dall'articolo 41-bis. La scelta di questo penitenziario fu dovuta alla presenza al suo interno di una sala di medicina oncologica, dove il boss avrebbe potuto proseguire le cure, e alla vicinanza con Roma.
Matteo Messina Denaro, durante l’interrogatorio in carcere e davanti al GIP, ammise di aver ordinato il sequestro del piccolo Giuseppe Di Matteo, negando però di averne ordinato l'assassinio e attribuendo la responsabilità del delitto solamente a Giovanni Brusca, importante mafioso e poi collaboratore di giustizia tornato in libertà dal 31 maggio 2021.

#### I fiancheggiatori
Una settimana dopo, il 23 gennaio, i Carabinieri del ROS arrestarono, a Tre Fontane, Andrea Bonafede, geometra di 59 anni di Campobello di Mazara, con l’accusa di associazione mafiosa per aver prestato la propria identità a Messina Denaro durante la sua latitanza. Bonafede venne accusato di avergli fornito, oltre ai documenti falsi, un appartamento in vicolo San Vito a Campobello, in cui Messina Denaro trascorse gli ultimi mesi di latitanza, e un'Alfa Romeo Giulietta nera, acquistata a nome della madre di Bonafede.
Date le considerazioni del GIP di Palermo, tutta la vicenda si era sviluppata nel 2020, dato che il 13 novembre 2020 Messina Denaro era stato operato, per un tumore al colon, presso l’ospedale Abele Ajello di Mazara del Vallo presentandosi con la tessera sanitaria prestata da Bonafede, e l'autovettura da lui usata risultò essere stata acquistata in un concessionario di Palermo il 27 luglio 2020.
Il 7 febbraio venne arrestato il dottor Alfonso Tumbarello, medico campobellese regolarmente iscritto e poi sospeso dal Grande Oriente d'Italia locale, ex consigliere provinciale negli anni Novanta e poi candidato alle regionali con l'Udc di Cuffaro, medico che avrebbe curato Messina Denaro durante la latitanza, accusato di concorso esterno in associazione mafiosa e falso ideologico; Tumbarello, inoltre, fu accusato di aver firmato le richieste di cura per la clinica dove il boss era stato catturato. Insieme a Tumbarello è stato tratto in arresto Andrea Bonafede, classe 1969, cugino e omonimo del geometra Andrea Bonafede (1963), accusato di favoreggiamento e procurata inosservanza della pena aggravati dal metodo mafioso. L'uomo avrebbe recapitato le ricette mediche al boss . Il 5 settembre la posizione processuale nei confronti di Andrea Bonafede (1969) si aggravò, in quanto venne contestata all'imputato l'accusa di associazione mafiosa in aggiunta ai reati precedentemente contestati. Messina Denaro si sarebbe rivolto all'uomo in un momento di necessità, ossia il giorno dopo aver scoperto di essere malato di tumore. Bonafede avrebbe attivato una nuova scheda telefonica che, secondo gli inquirenti, venne in uso al boss negli ultimi anni di latitanza. Il 30 novembre successivo Bonafede venne condannato in primo grado a 6 anni e 8 mesi, per favoreggiamento aggravato e procurata inosservanza della pena, venendo però assolto dall'accusa di associazione mafiosa.
Il 3 marzo fu arrestata Rosalia Messina Denaro, sorella del boss e madre del suo avvocato Lorenza Guttadauro, accusata di aver gestito la cassa di famiglia e la trasmissione dei pizzini che il boss mandava a familiari e collaboratori.
Il 16 marzo furono arrestati due coniugi, Emanuele Bonafede, nipote del boss di Campobello Leonardo Bonafede, e Lorena Ninfa Lanceri, accusati di favoreggiamento e procurata inosservanza di pena aggravati dal metodo mafioso; secondo gli inquirenti, i due avrebbero favorito la latitanza del boss ospitandolo presso la propria abitazione. L'11 ottobre successivo Lorena Ninfa Lanceri subì l'aggiunta di nuovi atti processuali a suo carico, in quanto i carabinieri del ROS avevano rinvenuto le sue impronte digitali su alcuni CD e DVD trovati nel covo di Messina Denaro, oltre ad una serie di acquisti destinati a quest'ultimo dal proprio account Amazon. Il 12 gennaio 2024 Emanuele Bonafede e Lorena Lanceri vennero condannati in primo grado con il rito abbreviato. Bonafede venne condannato alla pena di 6 anni e 8 mesi per favoreggiamento aggravato e procurata inosservanza della pena, Lanceri a 13 anni e 4 mesi per concorso esterno in associazione mafiosa.
Il 13 aprile venne arrestata Laura Bonafede, con l'accusa di favoreggiamento e procurata inosservanza di pena aggravati dall'aver agevolato Cosa nostra: avrebbe fatto parte della rete di complici che ha protetto Messina Denaro durante la latitanza, provvedendo alle sue necessità di vita quotidiana, condividendo con lui un linguaggio cifrato in una fitta corrispondenza e curando con maniacale attenzione la sua sicurezza; nel contempo venne indagata anche la figlia della donna, Martina. Laura Bonafede è anche la moglie di Salvatore Gentile, uno degli uomini di fiducia di Matteo Messina Denaro, utilizzato dallo stesso come basista per assassinii commessi a Campobello; Gentile era stato condannato all'ergastolo nel maxi-processo "Omega" per aver preso pare insieme a Messina Denaro agli omicidi di Pietro Calvaruso e Nicolò Tripoli negli anni novanta. Il 4 dicembre viene contestato a Laura Bonafede il capo d'accusa di associazione mafiosa. Secondo gli inquirenti, la donna "ha contribuito in modo fattivo al mantenimento in vita della peculiare rete di comunicazione di Matteo Messina Denaro" . Dal 1996 avrebbe intrapreso una relazione sentimentale con il boss, mentre dal 2007 fino al 2017 avrebbe convissuto insieme a lui ed avrebbe preso parte alla gestione degli interessi dell'allora latitante. Il 5 dicembre venne tratta in arresto la figlia di Laura Bonafede, Martina Gentile. La donna, secondo gli inquirenti, avrebbe fatto da intermediario tra il padrino e la madre, legati da una lunga storia sentimentale, oltre ad aver incontrato più volte l'ex boss quando era ancora latitante.
Il 16 novembre l'autista di Messina Denaro, Giovanni Luppino, subì un cambio di capo d'imputazione, da una prima accusa di favoreggiamento aggravato divenne imputato di associazione mafiosa. Secondo accertamenti del reparto ROS dei carabinieri Luppino prima dell'arresto avrebbe tentato di estorcere denaro ad alcuni imprenditori affermando di essere un emissario del padrino e che il denaro sarebbe stato destinato proprio a quest'ultimo. Inoltre, a seguito dell'analisi delle celle telefoniche del Luppino, si riuscì a scoprire che avrebbe accompagnato per 50 volte l'ex latitante in clinica.
Il 13 marzo 2024 Giovanni Luppino, autista del capomafia, venne condannato a 9 anni per favoreggiamento aggravato e procurata inosservanza della pena aggravata, venendo però assolto dall'accusa di associazione mafiosa.
Il 27 marzo 2024 sono Stati arrestati Massimo Gentile, di professione architetto, Cosimo Leone, tecnico radiologo all'ospedale di Mazara del Vallo e Leonardo Gulotta, operaio. I primi due sono accusati di associazione mafiosa, il terzo di concorso esterno in associazione mafiosa, secondo gli inquirenti Gentile (cugino di Salvatore Gentile) avrebbe prestato dal 2007 al 2017 la propria identità al boss e di acquistare una FIAT 500 e una moto BMW F650, Leone si sarebbe occupato di far eseguire una tac al torace e all'addome all'ex boss in totale sicurezza oltre ad avergli consegnato un telefonino, infine Gulotta avrebbe messo a disposizione il proprio numero di telefono.
L'11 giugno 2024 Andrea Bonafede (1963), il geometra che prestò la propria identità al boss, è stato condannato a 14 anni per associazione mafiosa e concorso in falso.
Il 17 gennaio 2025 Massimo Gentile, architetto, è stato condannato a 10 anni per associazione mafiosa, Cosimo Leone, tecnico radiologo, è stato condannato a 8 anni per concorso esterno in associazione mafiosa, ed è stato assolto per "non avere commesso il fatto" Leonardo Gulotta.

### La morte
Dopo un improvviso aggravarsi delle sue condizioni cliniche ed alcuni giorni di coma profondo, Messina Denaro è morto all'1:57 del 25 settembre 2023, all'età di 61 anni, in una stanza di massima sicurezza nel reparto detenuti dell'ospedale San Salvatore de L'Aquila. È stato sepolto due giorni dopo in forma privata nel cimitero di Castelvetrano.

## Legami con la politica e l'imprenditoria
Secondo il collaboratore di giustizia Vincenzo Sinacori e l'ex senatore Vincenzo Garraffa, nel 1994 Messina Denaro si attivò per fare votare Antonio D'Alì (rampollo della famiglia D'Alì Staiti per la quale il padre aveva lavorato), candidato nelle liste dell'allora nuovo movimento politico "Forza Italia": infatti alle elezioni politiche del marzo di quell'anno D'Alì risultò eletto al Senato con 52 000 voti nel collegio senatoriale di Trapani-Marsala, e venendo rieletto per altre tre legislature, mentre nel territorio del mandamento di Messina Denaro (collegio Mazara-Castelvetrano) fu eletto Ludovico Corrao. D'Alì nel 2001 venne nominato sottosegretario di Stato al Ministero dell'interno nei governi Berlusconi II e III fino al 2006.
Sinacori dichiarò inoltre che «era risaputo che i D'Alì con i Messina Denaro erano in buoni rapporti, se qualcuno aveva bisogno, poteva andare a chiedere ai Messina Denaro di intercedere»; tuttavia la famiglia D'Alì Staiti si difese dichiarando che licenziarono Messina Denaro dopo aver saputo che si era reso latitante. Un altro collaboratore di giustizia, Francesco Geraci (ex gioielliere e mafioso di Castelvetrano), dichiarò che nel 1992 Antonio D'Alì cedette alcuni suoi terreni nei pressi di Castelvetrano a Messina Denaro, il quale li regalò al boss Salvatore Riina; il prestanome della transazione fu Geraci stesso. Inoltre nel 1998 i documenti acquisiti dalla Commissione parlamentare antimafia fecero emergere che nel 1991 Messina Denaro (all'epoca ufficialmente agricoltore) aveva percepito un'indennità di disoccupazione di quattro milioni di lire attraverso Pietro D'Alì, fratello di Antonio. Nell'ottobre 2011 la procura di Palermo chiese il rinvio a giudizio nei confronti del senatore D'Alì per concorso esterno in associazione mafiosa a causa dei suoi rapporti con Messina Denaro e altri mafiosi della provincia di Trapani, sempre smentiti pubblicamente dal senatore; il 30 settembre 2013 D'Alì venne assolto soltanto per i fatti successivi al 1994 mentre i giudici dichiararono la prescrizione per quelli precedenti, nonostante l'accusa avesse chiesto una condanna a sette anni e quattro mesi di carcere. Dopo diversi annullamenti e rinvii, Il 21 luglio 2021 la Corte d'Appello di Palermo ha condannato D'Alì a 6 anni di reclusione per concorso esterno in associazione mafiosa, sentenza resa definitiva dalla Cassazione l'anno successivo.
Nel 2007 venne arrestato l'imprenditore Giuseppe Grigoli, proprietario dei supermercati Despar nella Sicilia occidentale, il quale era accusato di essere favoreggiatore e prestanome di Messina Denaro, che investiva denaro sporco nei suoi supermercati; nel 2011 Grigoli venne condannato a dodici anni di carcere per riciclaggio di denaro sporco mentre nel settembre 2013 il tribunale di Trapani dispose la confisca di società, terreni e beni immobiliari di proprietà di Grigoli dal valore di 700 milioni di euro.
Nel 2010 la Direzione Investigativa Antimafia di Palermo mise sotto sequestro numerose società e beni immobili dal valore complessivo di 1,5 miliardi di euro, le quali appartenevano all'imprenditore alcamese Vito Nicastri, ritenuto vicino a Messina Denaro: tra il 2002 e il 2006 Nicastri aveva ottenuto il più alto numero di concessioni in Sicilia per costruire parchi eolici e secondo gli inquirenti il suo patrimonio sarebbe frutto del reinvestimento di denaro sporco. Nel 2019 un'indagine coordinata dal procuratore aggiunto di Palermo Paolo Guido e dal pm Gianluca De Leo e condotta dalla Dia di Trapani ha svelato che Nicastri era socio occulto di Paolo Arata, ex esponente di Forza Italia passato alla Lega, ed ipotizzò il pagamento di una tangente di 30.000 euro all’ex sottosegretario leghista alle Infrastrutture Armando Siri per l’approvazione di un emendamento che avrebbe dovuto far ottenere finanziamenti per la realizzazione di nuovi parchi eolici.
Il 12 marzo 2012 la Direzione Investigativa Antimafia di Trapani chiese il sequestro del patrimonio dell'imprenditore Carmelo Patti, proprietario della Valtur, considerato anch'egli favoreggiatore e prestanome di Messina Denaro; il sequestro di oltre un miliardo e mezzo di euro è stato eseguito nel novembre 2018. Nel dicembre 2012 un'indagine coordinata dalla DDA di Palermo e condotta dai Carabinieri portò all'arresto di sei persone, tra cui l'imprenditore Salvatore Angelo, il quale era accusato di investire il denaro sporco di Messina Denaro nella costruzione di parchi eolici fra Palermo, Trapani, Agrigento e Catania, destinando una percentuale degli affari al latitante; inoltre nelle telefonate intercettate dai Carabinieri, Salvatore Angelo si vantava di essere amico di Messina Denaro.
Il 6 dicembre 2013 la DIA sequestra all'imprenditore palermitano Mario Niceta, settantunenne, presunto prestanome del boss Messina Denaro, 50 milioni di euro in immobili e quote di società operanti nel settore della vendita di abbigliamento e preziosi. Ad incastrarlo, i pizzini ritrovati nel covo di Bernando Provenzano. Pizzini in cui Messina Denaro faceva riferimento a un certo "Massimo N.". Il 13 dicembre 2013 vengono arrestati 30 fiancheggiatori di Messina Denaro nell'ambito dell'operazione "Eden" nella provincia di Trapani. Negli arrestati figurano anche la sorella del boss Patrizia Messina Denaro e il nipote prediletto ventinovenne Francesco Guttadauro. Secondo il procuratore aggiunto Teresa Principato, dopo questa operazione il cerchio attorno al capo della mafia si è ristretto e dunque ora dopo l'arresto dell'intera famiglia, il boss è solo.
Esponenti di una cosca vicina a Matteo Messina Denaro sono stati arrestati per aver trasferito in Sicilia una somma di denaro guadagnata con l'allestimento di alcuni stand dell'EXPO di Milano del 2015.
Le indagini hanno portato a indagare anche il vicepresidente di UniCredit Fabrizio Palenzona.
Anche a San Marino si è trovato un legame: un professionista ha avuto contatti email con uno stretto collaboratore di Matteo Messina Denaro.
La Direzione Investigativa Antimafia ha sequestrato nel 2017 alcune società riconducibili a Gianfranco Becchina, che era stato indagato per traffico di reperti archeologici, che avrebbe avuto legami con lui. Tra i beni sequestrati risulta anche un'ala del castello di Castelvetrano di Federico II del 1239, divenuto Palazzo ducale dei principi Pignatelli. Poche ore dopo il sequestro, scoppia un incendio nell'ala del palazzo appena sequestrato e alcuni documenti vengono distrutti. In seguito a ciò è stata avviata un'indagine.
Il 15 dicembre 2020 vengono arrestate 13 persone, molti dei quali fiancheggiatori di Messina Denaro tra cui Salvatore Barone, ex direttore dell'azienda dei trasporti Atm di Trapani, compresi numerosi imprenditori e uomini appartenenti alle famiglie mafiose di Alcamo e Calatafimi. Tra gli indagati anche il sindaco di Calatafimi Segesta, Antonino Accardo, per corruzione elettorale.

## Processi
- Nel 1999, Messina Denaro subì la prima condanna all'ergastolo in contumacia insieme a Vincenzo Virga e Nicolò Di Trapani come mandanti dell'omicidio di Giuseppe Montalto, agente di polizia penitenziaria in servizio all'Ucciardone di Palermo, ucciso a Palma (una frazione di Trapani) nel 1995[163];
- Nel 2000, Messina Denaro ebbe un altro ergastolo in contumacia insieme con Giuseppe Graviano, Leoluca Bagarella e Salvatore Riina per gli attentati dinamitardi del 1993 a Firenze, Milano e Roma[164];
- Nello stesso 2000, nel maxiprocesso denominato "Omega", Messina Denaro viene condannato ad un altro ergastolo in contumacia, insieme ad altri 33 mafiosi trapanesi[49];
- Nel 2003 arrivò una nuova condanna all'ergastolo in contumacia per Messina Denaro insieme a Totò Riina, Leoluca Bagarella, Andrea Manciaracina, Salvatore Madonia nel processo celebrato dinanzi la Corte d'assise di Trapani e denominato "Arca", nel quale erano accusati di un centinaio di omicidi avvenuti nei primi anni '90 durante la faida mafiosa di Alcamo combattuta fra i corleonesi e il clan stiddaro dei Greco[34];
- Nel 2012, nuova condanna all'ergastolo in contumacia per il sequestro e l'omicidio del piccolo Giuseppe Di Matteo insieme ai boss Filippo e Giuseppe Graviano[165][166];
- Nel ottobre 2020 la Corte d'assise di Caltanissetta, condannò all'ergastolo Messina Denaro in contumacia per le stragi di Capaci e via D'Amelio.
- Il 19 luglio 2023, accogliendo la richiesta dell'accusa, è stato condannato all'ergastolo in appello dalla Corte d'assise di Caltanissetta, come uno dei mandanti delle stragi di Capaci e via D'Amelio.[167]

## Impatto culturale
- Nella prima stagione (nel 2018) della serie TV Il cacciatore trasmessa su Rai 2, tratta dal romanzo autobiografico Cacciatore di mafiosi del magistrato Alfonso Sabella, Messina Denaro viene interpretato da Lorenzo Adorni.[168]
- Una versione fittizia di Messina Denaro viene interpretata da Elio Germano nel film Iddu - L'ultimo padrino (2024), ispirato alla sua corrispondenza con Antonino Vaccarino.[169]